# 热讷通
热讷通（法語：Genneton，法語發音：[ʒɛntɔ̃]）是法国德塞夫勒省的一个市镇，属于布雷叙尔区。

## 地理
热讷通（47°3'16"N, 0°25'40"W）面积27.75 平方千米，位于法国新阿基坦大区德塞夫勒省，该省份为法国西部内陆省份，北起曼恩-卢瓦尔省，西接旺代省，南至夏朗德省和滨海夏朗德省，东临维埃纳省。
与热讷通接壤的市镇（或旧市镇、城区）包括：莱永河畔克莱雷、圣莫里斯-埃蒂松、阿让托奈、瓦勒昂维涅。

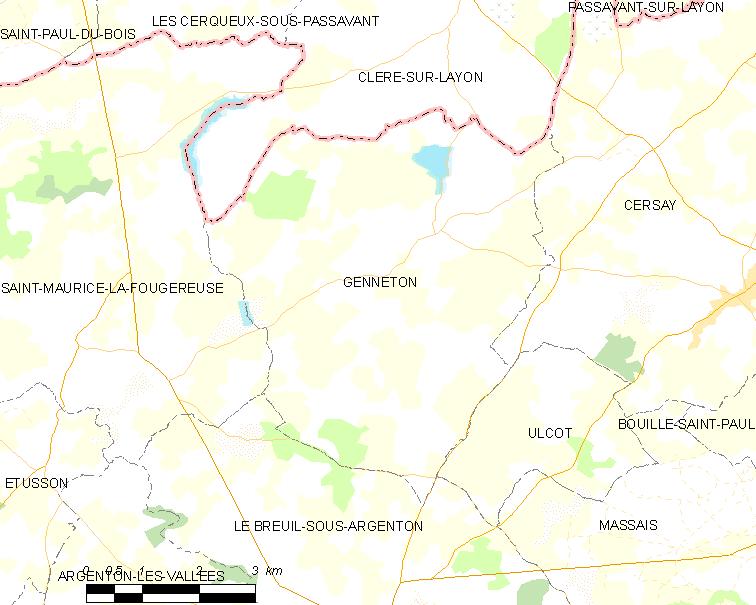
热讷通的OSM定位图

热讷通的时区为UTC+01:00、UTC+02:00（夏令时）。

## 行政
热讷通的邮政编码为79150，INSEE市镇编码为79132。

## 政治
热讷通所属的省级选区为莫莱翁县。

## 人口

1962-2008年间热讷通人口变化图示

热讷通于2022年1月1日时的人口数量为306人。